# Caitlin Fairchild
Caitlin Fairchild és una superheroïna de còmic, creada l'any 1993 per Brandon Choi, Jim Lee i J. Scott Campbell. Propietat de WildStorm Productions i membre del supergrup Gen¹³, el personatge ara forma part de l'Univers DC.
Fairchild aparegué per primera volta en la sèrie Blackmate Death junt amb els altres quatre membres de Gen¹³, que protagonitzarien sèrie pròpia l'any següent: cap visible del quintet, Caitlin és una geek pèl-roja convertida en una amazona muscular.
En l'argument original d'Image Comics, Caitlin és filla d'Alex Fairchild, del qual hereta superpoders producte d'una experimentació genètica duta a terme pel govern dels EUA en son pare i els altres membres del grup Team 7.